# مات بيرنستاين
مات بيرنستاين (بالإنجليزية: Matt Bernstein)‏ هو لاعب كرة قدم أمريكية أمريكي، ولد في 26 ديسمبر 1982 في سكيرديل في الولايات المتحدة.